# Willie Scott (giocatore di football americano)
Willie Louis Scott (Newberry, 13 febbraio 1959 – 8 febbraio 2021) è stato un giocatore di football americano statunitense che ha militato nel ruolo di tight end nella National Football League (NFL).

## Carriera
Al college Scott giocò a football alla South Carolina University. Fu scelto come quattordicesimo assoluto nel Draft NFL 1981 dai Kansas City Chiefs. Vi giocò fino al 1985, con un primato personale di sei touchdown nel 1983. Nel 1986 passò ai New England Patriots segnando quattro touchdown nelle ultime tre stagioni in carriera.